# مكسيم ديمين
مكسيم ديمين (بالإنجليزية: Maxim Demin)‏‏ (أكتوبر 1969) شخصية أعمال من روسيا.